# تپه قلعه دور
تپه قلعه دلبر مربوط به دوره ساسانیان است و در شهرستان خمین، بخش کمره، دهستان چهارچشمه، روستای کاظم‌آباد واقع شده و این اثر در تاریخ ۲۰ اسفند ۱۳۸۵ با شمارهٔ ثبت ۱۸۰۳۷ به‌عنوان یکی از آثار ملی ایران به ثبت رسیده‌است.